# Musica d'arredamento

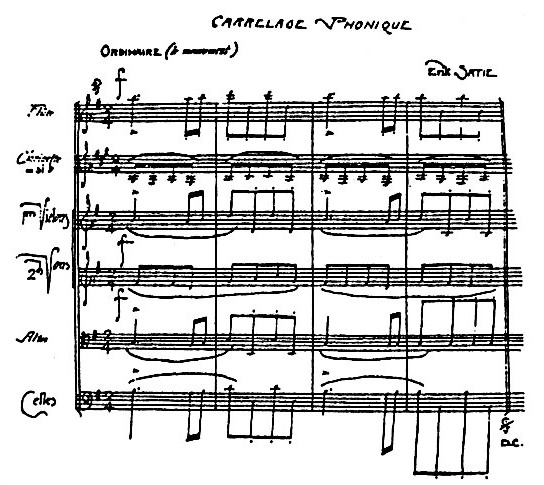
Spartito di Tapisserie en Fer forgé (1924) di Erik Satie, esempio di musica d'arredamento

La musica d'arredamento (in francese musique d'ameublement) è un'espressione coniata dal compositore francese Erik Satie per designare l'ultima fase della sua produzione (1916-1925).

## Descrizione
Questa tipologia di musica, soprannominata dal compositore musique de tapisserie ("musica da tappezzeria"), è intesa come "musica che non ha bisogno di essere ascoltata" e suscitò presso i suoi contemporanei numerose polemiche. Esempio della musique d'ameublement è il balletto in due atti Relâche (1924) con il celebre inserto cinematografico Entr'acte, firmato da René Clair. A distanza di circa due decenni, fu probabilmente John Cage il primo compositore a comprenderne pienamente il senso innovativo, dichiarando che la musique d'ameublement offre finalmente la possibilità di "fare uscire il compositore dalla sua individualità, restituendo ai suoni la libertà di essere se stessi"
Satie dichiarò:
Nella musica d'arredamento fonda le sue radici la musica d'ambiente, così chiamata per la prima volta dal compositore britannico Brian Eno, che negli anni '70 tenta di distaccarsi dalla prima componendo atmosfere sonore finalizzate ad un ascolto attento.